# Jesper Kyd
Jesper Jakobson Kyd (født 3. februar 1972 i Hørsholm) er en dansk videospil- og film soundtrackkomponist.
Jesper Kyd kombinerer orkestral, electronica og dark ambient når han komponerer sin musik. Han har vundet flere priser. Han står blandt andet bag musikken i Hitman- og Assassin's Creed-spilserierne.

## Arbejde

### Spilmusik
- 2022 - Warhammer 40,000: Darktide

- 2020 - Assassin's Creed Valhalla
- 2019 - Borderlands 3 (Menu Theme)
- 2019 - Borderlands 3 (Exploring The Dormant Ship)
- 2015 - Warhammer: End Times - Vermintide
- 2013 - State of Decay
- 2013 - Heroes and Generals
- 2013 - Borderlands 2 (Tiny Tina's Assault on Dragon's Keep, DLC)
- 2012 - Borderlands 2 (Mr. Torgue's Campaign of Carnage, DLC)
- 2012 - Borderlands 2 (Captain Scarlett and Her Pirate's Booty, DLC)
- 2012 - Borderlands 2
- 2012 - Darksiders II
- 2012 - Soulcalibur V (lavede et remix af "Venice Rooftops" fra Assassin's Creed II)
- 2011 - Forza Motorsport 4
- 2011 - Assassin's Creed: Revelations (sammen med Lorne Balfe)
- 2010 - Assassin's Creed: Brotherhood[3]
- 2009 - Assassin's Creed II
- 2009 - Borderlands
- 2008 - The Chronicles of Spellborn
- 2008 - The Club (temamelodi)
- 2007 - Assassin's Creed
- 2007 - Unreal Tournament 3 (sammen med Rom Di Prisco)
- 2007 - Kane & Lynch: Dead Men
- 2006 - Hitman: Blood Money
- 2006 - Gears of War
- 2005 - Splinter Cell: Chaos Theory
- 2004 - Dance Dance Revolution ULTRAMIX 2 (sangene .59 -remix-, Istanbul café, og Red Room)[4]
- 2004 - Robotech: Invasion
- 2004 - Hitman: Contracts
- 2004 - McFarlane's Evil Prophecy
- 2003 - Freedom Fighters
- 2003 - Brute Force
- 2002 - Hitman 2: Silent Assassin
- 2002 - Minority Report: The Video Game
- 2001 - Shattered Galaxy
- 2001 - The Nations: Alien Nations 2
- 2000 - Hitman: Codename 47
- 2000 - Messiah
- 2000 - MDK2
- 2000 - Soldier (uudgivet)
- 1999 - Time Tremors
- 1996 - Scorcher
- 1996 - Amok
- 1995 - The Adventures of Batman & Robin (Sega Mega Drive/Genesis-versionen)
- 1995 - Heavy Machinery (uudgivet Sega 32X game)
- 1994 - Red Zone
- 1993 - Sub-Terrania
- 1993 - Pro Moves Soccer
- 1990 - U.S.S. John Young

### Filmmusik
- 2010 - A Perfect Soldier
- 2008 - Staunton Hill
- 2007 - La Passion de Jeanne d'Arc
- 2006 - Sweet Insanity
- 2003 - Night All Day
- 2002 - Pure
- 2002 - Death of a Saleswoman

### Kortfilm
- 2011 - Somnolence
- 2010 - The Auctioneers
- 2006 - Virus
- 2006 - Impulse
- 2003 - Cycle
- 2002 - Pure
- 2002 - Paper Plane Man
- 2002 - Day Pass
- 2001 - Going with Neill
- 2001 - The Lion Tamer
- 2000 - Organizm

### TV-serier
- 2013 - Métal Hurlant Chronicles (sæson 2)
- 2012 - Métal Hurlant Chronicles (sæson 1)
- 2009 - The Resistance

### Trailere
- Game of Thrones
- South Pacific / Wild Pacific
- Conan the Barbarian
- Assassin's Creed II
- Assassin's Creed
- Gears of War
- V For Vendetta
- Hitman: Blood Money
- Hitman: Contracts
- Hitman 2: Silent Assassin
- Freedom Fighters

### Priser
- 2009 – Hollywood Music in Media Awards – Bedste Originale Sountrack (vandt)
- 2003 – Gamespot – Bedste Soundtrack 2003 (vandt)
- 2003 – Gamereactor Bedste Originale Soundtrack (vandt)